# ويلهلم فون رايت
ويلهلم فون رايت (بالفنلندية: Wilhelm von Wright) هو رسام فنلندي، ولد في 5 أبريل 1810 في Kuopion maalaiskunta ‏ في فنلندا، وتوفي في 2 يوليو 1887 في Morlanda socken ‏ في السويد.